# Antutu
Antutu, stiliserat som AnTuTu, (kinesiska: 安兔兔; pinyin: ĀnTùTu) är ett benchmarkingverktyg (riktmärkning, prestandajämförelse eller prestandamätning på svenska) för programvara som vanligtvis används för att benchmarka smartphones och andra enheter. Det ägs av det kinesiska företaget Cheetah Mobile.
Företaget som utvecklar programvaran är baserat i Chaoyang-distriktet, Peking, och grundades tillsammans av de kinesiska entreprenörerna Shào Yīng och Liáng Bīn. De startade multiplattformsutveckling och släppte en x86 Linux-version i maj 2021 och en Windows-version med stöd för ray tracing (strålföljning på svenska) i augusti 2021.

## Kringgående/Fusk
Antutu benchmark är så vanligt att vissa hårdvarutillverkare har fuskat på benchmarktesten, vilket gjorde prestandamätningen opålitliga. Som svar på fusk skapade Antutu ett nytt riktmärke, kallat Antutu X, vilket gjorde det svårare för tillverkare att fuska på riktmärket.
Trots förändringarna som introducerades av Antutu X fortsatte fusket att frodas; till exempel, 2021 avnoterade Antutu smartphonetillverkaren Realme GT, och förbjöd dem även i tre månader – då bevis upptäcktes för att telefonen befanns ha använt en fördröjningstaktik i multitrådsprestandatester, samt att modifierat JPEG-referensbilden för bildbehandlingstester.